# NHKマイルカップ
NHKマイルカップ（エヌエイチケイマイルカップ）は、日本中央競馬会（JRA）が東京競馬場で施行する中央競馬の重賞競走（GI）である。

競走名の「NHK」は寄贈賞を提供している日本放送協会の略称で、東京都渋谷区神南に本部を置く公共放送を提供する特殊法人。1950年代以前はNHKラジオ第1で、テレビ放送開始後はテレビで不定期に中継（『NHK競馬中継』）を実施している。
正賞はNHK杯、日本馬主協会連合会会長賞。

## 概要
1953年から1995年まで東京優駿（日本ダービー）のトライアル競走として施行されていた「NHK杯」を前身としている。当時はクラシック競走に出走できなかった外国産馬や短距離適性のある馬に目標となる大レースを4歳（現3歳）春季に創設しようという気運が高まり、1996年に春の4歳（現3歳）マイル王決定戦として新設された。それゆえ、創設時は「マル外ダービー」といわれたこともある。ただし、こうした外国産馬を主体とするような見方に対しては異論もあり、当時業務部にて競馬番組の変更に関与していたJRA理事の吉崎一郎によれば、「短距離適性のある3歳馬のためのGI競走が必要」とする意見自体は以前からあり、そこに当時の外国産馬の状況を踏まえて「外国産馬が多く出走してくる」という予測があった。それゆえに、レース設立の最大かつ本来の目的は外国産馬絡みのものがメインではなく、あくまで「3歳馬の短距離GI」であるとする見解もある。
創設当初より外国産馬が出走可能なほか、指定交流競走として所定の条件を満たした地方競馬所属馬も出走が可能となっている。2009年より国際競走となり、外国馬も出走可能になった。
ただ、第1回の1996年は出走した18頭のうち14頭がマル外であるなど、ごく初期は「マル外ダービー」が示す通り、外国産馬が過半数出走しており、2001年まではいずれも外国産馬が優勝、内国産馬は3着（2頭）までという状態であったが、「外国産馬の出走制限緩和8カ年計画」（1992年策定）に呼応するように、国外からトニービン、ブライアンズタイム、サンデーサイレンスを「3大種牡馬」として輸入されたタイミングで、その子孫を中心とした内国産馬の出走が増えるようになる。実際、2002年に内国産馬で初めて当競走を優勝したテレグノシス以後、2021年のシュネルマイスター（ドイツ生産）が優勝するまでの延べ19年間、内国産馬の優勝が続いていた。その大半の父馬は血統にサンデーサイレンス系統が入っていた。また、この「3大種牡馬」導入の影響で、2000年まで過半数前後を占めていた外国産馬は、2012年・2016年・2019年・2020年・2025年のように出走が全くなしの年もあるなど、大幅に減っていった
。
2002年の第7回は日曜日の5月5日が大國魂神社で行われる「くらやみ祭」への配慮から東京競馬を行わなかったため土曜日の5月4日に施行されたが、2013年・2019年・2024年は5月5日が日曜日の場合でも東京競馬を開催するため日程の変更は行われていない。
NHK交響楽団のメンバー（正式には、正団員以外を交えた「NHK交響楽団とその仲間たちによる金管アンサンブル」）が、発走前のファンファーレを生演奏するのが恒例となっているが、2025年はN響がヨーロッパツアーのためなし。また、過去のダービートライアルとしてのNHK杯からの名残りで、八大競走のうちの牡馬三冠・天皇賞・有馬記念などと同格扱いで、総合テレビにて全国に生中継されている。

### 競走条件
以下の内容は、2025年現在のもの。
出走資格：サラ系3歳牡馬・牝馬（出走可能頭数：最大18頭）
- JRA所属馬
- 地方競馬所属馬（後述）
- 外国調教馬（優先出走）
- 騸馬（去勢した牡馬）は出走できない[注 2]。

負担重量：馬齢（牡馬57kg、牝馬55kg）
出馬投票を行った馬のうち優先出走権のある馬から優先して割り当て、その他の馬は通算収得賞金の総計が多い順に割り当てる（出走申込馬が出走可能頭数を超え、かつ収得賞金が同額の馬が複数いる場合は抽選）。

### 優先出走権
| 競走名                     | 格   | 競馬場     | 距離    | 必要な着順 |
| -------------------------- | ---- | ---------- | ------- | ---------- |
| チャーチルダウンズカップ   | GIII | 阪神競馬場 | 芝1600m | 3着以内    |
| ニュージーランドトロフィー | GII  | 中山競馬場 | 芝1600m | 3着以内    |

収得賞金がない馬（未勝利馬・未出走馬など）は原則として出走できないが、チャーチルダウンズカップ及びニュージーランドトロフィーで2着以内の成績を収め、優先出走権を得れば出走できる。
その他の前哨戦
優先出走権の付与はされないが以下のレースも春の3歳マイル路線に繋がるレースとなっている。
| 競走名                 | 格   | 競馬場     | 距離    |
| ---------------------- | ---- | ---------- | ------- |
| シンザン記念           | GIII | 京都競馬場 | 芝1600m |
| ファルコンステークス   | GIII | 中京競馬場 | 芝1400m |
| ジュニアカップ         | L    | 中山競馬場 | 芝1600m |
| クロッカスステークス   | L    | 東京競馬場 | 芝1400m |
| マーガレットステークス | L    | 阪神競馬場 | 芝1200m |

地方競馬所属馬の出走資格
地方競馬所属馬は、同一年度に行われる下表のステップ競走で所定の成績を収めた馬に優先出走権が与えられる。
| 競走名                     | 格   | 競馬場     | 距離    | 必要な着順 |
| -------------------------- | ---- | ---------- | ------- | ---------- |
| チャーチルダウンズカップ   | GIII | 阪神競馬場 | 芝1600m | 3着以内    |
| ニュージーランドトロフィー | GII  | 中山競馬場 | 芝1600m | 3着以内    |
| 桜花賞                     | GI   | 阪神競馬場 | 芝1600m | 2着以内    |
| 皐月賞                     | GI   | 中山競馬場 | 芝2000m | 2着以内    |

上記のほか、JRAで行われる芝の3歳重賞競走優勝馬にも出走資格が与えられる。

### 賞金
2025年の1着賞金は1億3000万円で、以下2着5200万円、3着3300万円、4着2000万円、5着1300万円。

## 歴史

### 年表
- 1996年 - 4歳牡馬・牝馬限定の重賞競走（GI[注 4]）として新設[5]。
- 2001年 - 馬齢表示の国際基準への変更に伴い、出走資格を「3歳牡馬・牝馬」に変更[5]。
- 2007年 - 日本のパートI国昇格に伴い、格付表記をJpnIに変更[5]。
- 2009年
  - 国際競走に変更され、外国調教馬が9頭まで出走可能となる[5]。
  - 格付表記をGI（国際格付）に変更[5]。
- 2020年 - 新型コロナウイルス感染症（COVID-19）の感染拡大防止のため「無観客競馬」として実施[14]（2021年も同様[15]）。
- 2024年 - 負担重量を馬齢表記に変更。

## 歴代優勝馬
優勝馬の馬齢は、2000年以前も現行表記に揃えている。
コース種別を記載していない距離は、芝コースを表す。
| 回数   | 施行日        | 競馬場 | 距離  | 優勝馬             | 性齢 | タイム | 優勝騎手       | 管理調教師 | 馬主                                 | 単勝オッズ | 単勝人気 | 1着本賞金   |
| ------ | ------------- | ------ | ----- | ------------------ | ---- | ------ | -------------- | ---------- | ------------------------------------ | ---------- | -------- | ----------- |
| 第1回  | 1996年5月12日 | 東京   | 1600m | タイキフォーチュン | 牡3  | 1:32.6 | 柴田善臣       | 高橋祥泰   | （有）大樹ファーム                   | 11.8       | 4        | 9200万円    |
| 第2回  | 1997年5月11日 | 東京   | 1600m | シーキングザパール | 牝3  | 1:33.1 | 武豊           | 森秀行     | 植中倫子                             | 2.0        | 1        | 9200万円    |
| 第3回  | 1998年5月17日 | 東京   | 1600m | エルコンドルパサー | 牡3  | 1:33.7 | 的場均         | 二ノ宮敬宇 | 渡邊隆                               | 1.8        | 1        | 9200万円    |
| 第4回  | 1999年5月16日 | 東京   | 1600m | シンボリインディ   | 牡3  | 1:33.8 | 横山典弘       | 藤沢和雄   | シンボリ牧場                         | 8.2        | 6        | 9200万円    |
| 第5回  | 2000年5月7日  | 東京   | 1600m | イーグルカフェ     | 牡3  | 1:33.5 | 岡部幸雄       | 小島太     | 西川清                               | 4.3        | 2        | 9200万円    |
| 第6回  | 2001年5月6日  | 東京   | 1600m | クロフネ           | 牡3  | 1:33.0 | 武豊           | 松田国英   | 金子真人                             | 1.2        | 1        | 9200万円    |
| 第7回  | 2002年5月4日  | 東京   | 1600m | テレグノシス       | 牡3  | 1:33.1 | 勝浦正樹       | 杉浦宏昭   | （有）社台レースホース               | 14.3       | 4        | 9200万円    |
| 第8回  | 2003年5月11日 | 東京   | 1600m | ウインクリューガー | 牡3  | 1:34.2 | 武幸四郎       | 松元茂樹   | （株）ウイン                         | 26.0       | 9        | 9200万円    |
| 第9回  | 2004年5月9日  | 東京   | 1600m | キングカメハメハ   | 牡3  | 1:32.5 | 安藤勝己       | 松田国英   | 金子真人                             | 3.6        | 1        | 9200万円    |
| 第10回 | 2005年5月8日  | 東京   | 1600m | ラインクラフト     | 牝3  | 1:33.6 | 福永祐一       | 瀬戸口勉   | 大澤繁昌                             | 3.9        | 2        | 9200万円    |
| 第11回 | 2006年5月7日  | 東京   | 1600m | ロジック           | 牡3  | 1:33.2 | 武豊           | 橋口弘次郎 | 前田幸治                             | 8.7        | 3        | 9200万円    |
| 第12回 | 2007年5月6日  | 東京   | 1600m | ピンクカメオ       | 牝3  | 1:34.3 | 内田博幸       | 国枝栄     | 金子真人ホールディングス（株）       | 76.0       | 17       | 9200万円    |
| 第13回 | 2008年5月11日 | 東京   | 1600m | ディープスカイ     | 牡3  | 1:34.2 | 四位洋文       | 昆貢       | 深見敏男                             | 4.3        | 1        | 9200万円    |
| 第14回 | 2009年5月10日 | 東京   | 1600m | ジョーカプチーノ   | 牡3  | 1:32.4 | 藤岡康太       | 中竹和也   | 上田けい子                           | 39.8       | 10       | 9200万円    |
| 第15回 | 2010年5月9日  | 東京   | 1600m | ダノンシャンティ   | 牡3  | 1:31.4 | 安藤勝己       | 松田国英   | （株）ダノックス                     | 2.6        | 1        | 9200万円    |
| 第16回 | 2011年5月8日  | 東京   | 1600m | グランプリボス     | 牡3  | 1:32.2 | C.ウィリアムズ | 矢作芳人   | （株）グランプリ                     | 4.6        | 1        | 9200万円    |
| 第17回 | 2012年5月6日  | 東京   | 1600m | カレンブラックヒル | 牡3  | 1:34.5 | 秋山真一郎     | 平田修     | 鈴木隆司                             | 3.7        | 1        | 9200万円    |
| 第18回 | 2013年5月5日  | 東京   | 1600m | マイネルホウオウ   | 牡3  | 1:32.7 | 柴田大知       | 畠山吉宏   | （株）サラブレッドクラブ・ラフィアン | 34.3       | 10       | 9200万円    |
| 第19回 | 2014年5月11日 | 東京   | 1600m | ミッキーアイル     | 牡3  | 1:33.2 | 浜中俊         | 音無秀孝   | 野田みづき                           | 1.9        | 1        | 9200万円    |
| 第20回 | 2015年5月10日 | 東京   | 1600m | クラリティスカイ   | 牡3  | 1:33.5 | 横山典弘       | 友道康夫   | 杉山忠国                             | 6.4        | 3        | 9200万円    |
| 第21回 | 2016年5月8日  | 東京   | 1600m | メジャーエンブレム | 牝3  | 1:32.8 | C.ルメール     | 田村康仁   | （有）サンデーレーシング             | 2.3        | 1        | 9500万円    |
| 第22回 | 2017年5月7日  | 東京   | 1600m | アエロリット       | 牝3  | 1:32.3 | 横山典弘       | 菊沢隆徳   | （有）サンデーレーシング             | 5.8        | 2        | 9500万円    |
| 第23回 | 2018年5月6日  | 東京   | 1600m | ケイアイノーテック | 牡3  | 1:32.8 | 藤岡佑介       | 平田修     | 亀田和弘                             | 12.8       | 6        | 1億500万円  |
| 第24回 | 2019年5月5日  | 東京   | 1600m | アドマイヤマーズ   | 牡3  | 1:32.4 | M.デムーロ     | 友道康夫   | 近藤利一                             | 4.3        | 2        | 1億500万円  |
| 第25回 | 2020年5月10日 | 東京   | 1600m | ラウダシオン       | 牡3  | 1:32.5 | M.デムーロ     | 斉藤崇史   | （有）シルクレーシング               | 29.6       | 9        | 1億500万円  |
| 第26回 | 2021年5月9日  | 東京   | 1600m | シュネルマイスター | 牡3  | 1:31.6 | C.ルメール     | 手塚貴久   | （有）サンデーレーシング             | 3.7        | 2        | 1億500万円  |
| 第27回 | 2022年5月8日  | 東京   | 1600m | ダノンスコーピオン | 牡3  | 1:32.3 | 川田将雅       | 安田隆行   | （株）ダノックス                     | 7.1        | 4        | 1億3000万円 |
| 第28回 | 2023年5月7日  | 東京   | 1600m | シャンパンカラー   | 牡3  | 1:33.8 | 内田博幸       | 田中剛     | 青山洋一                             | 22.2       | 9        | 1億3000万円 |
| 第29回 | 2024年5月5日  | 東京   | 1600m | ジャンタルマンタル | 牡3  | 1:32.4 | 川田将雅       | 高野友和   | （有）社台レースホース               | 2.9        | 2        | 1億3000万円 |
| 第30回 | 2025年5月11日 | 東京   | 1600m | パンジャタワー     | 牡3  | 1:31.7 | 松山弘平       | 橋口慎介   | （株）Deep Creek                     | 26.1       | 9        | 1億3000万円 |

## NHKマイルカップの記録
- レースレコード - 1:31.4（第15回優勝馬ダノンシャンティ）[5]
  - 優勝タイム最遅記録 - 1:34.5（第17回優勝馬カレンブラックヒル）
- 最多優勝騎手 - 3勝
  - 武豊（第2回・第6回・第11回）、横山典弘（第4回・第20回・第22回）[17]
- 最多優勝調教師 - 3勝
  - 松田国英（第6回・第9回・第15回）
- 最多勝利種牡馬 - 3勝
  - ダイワメジャー（第17回・第21回・第24回）
- 最年少優勝騎手 - 藤岡康太（第14回・20歳4ヶ月22日）
- 最年長優勝騎手 - 内田博幸（第28回・52歳9ヶ月12日）
- 親子制覇
  - クロフネ - クラリティスカイ・アエロリット

- 兄弟制覇
  - なし